# Kahama
Kahama – miasto w północno-zachodniej Tanzanii, w regionie Shinyanga, ośrodek administracyjny dystryktu o tej samej nazwie.
W 2012 liczyło około 242 tys. mieszkańców. Położone jest około 115 km na południowy zachód od stolicy regionu Shinyanga oraz około 530 km na północny zachód od miasta Dodoma, stolicy Tanzanii.